# Driver (Computerspielreihe)
Driver ist der Name einer Computerspiel-Serie, die dem Spieler Missionen mit hohem Fahranteil anbietet. In den ersten beiden Spielen der Reihe ist der Spieler damit beschäftigt – häufig auch unter Zeitdruck – von Punkt A nach Punkt B zu fahren. Ab dem dritten Teil wurden Third-Person-Shooter-Elemente ins Spielgeschehen aufgenommen, welche jedoch bei dem fünften Teil der Serie, Driver: San Francisco, wieder entfernt wurden. Große, frei befahrbare Städte, die in 3D modelliert sind, bilden dabei die Spielumgebung. Eine Ausnahme dabei bildet Driver: Speedboat Paradise. Hier ist der gesamte Spielinhalt das Fahren von Booten – einen Free-Run-Modus gibt es nicht und auch Autos spielen hier keine Rolle.
Entwickelt wurden die Spiele jeweils von Reflections Interactive. Nach mehreren Wechseln ist jetzt Ubisoft der Herausgeber, der die Rechte an der Marke Driver für 19 Millionen Euro von Atari zusammen mit dem Entwicklerstudio Reflections erworben hat. Bis zu diesem Zeitpunkt (Juli 2006) wurden von der Spielereihe 14 Millionen Stück verkauft.

## Alle Titel im Überblick
| Titel                      | Plattform                                    | Veröffentlicht |
| -------------------------- | -------------------------------------------- | -------------- |
| Driver                     | PlayStation                                  | 1999           |
| Driver                     | Windows, macOS, Game Boy                     |                |
| Driver                     | iOS                                          | 2009           |
| Driver 2                   | PlayStation, Game Boy                        | 2000           |
| Driv3r                     | PlayStation 2, Xbox                          | 2004           |
| Driv3r                     | Windows                                      | 2005           |
| Driv3r                     | Game Boy                                     |                |
| Driver: Vegas              | Android                                      | 2006           |
| Driver: L.A. Undercover    | Android                                      | 2007           |
| Driver: Parallel Lines     | PlayStation 2, Xbox                          | 2006           |
| Driver: Parallel Lines     | Windows, Wii                                 | 2007           |
| Driver 76                  | PlayStation Portable                         | 2007           |
| C.O.P. The Recruit         | Nintendo DS                                  | 2009           |
| Driver: San Francisco      | Windows, Xbox 360, PlayStation 3, Wii, macOS | 2011           |
| Driver: Renegade 3D        | Nintendo 3DS                                 | 2011           |
| Driver: Speedboat Paradise | Android, iOS                                 | 2014           |

## Driver

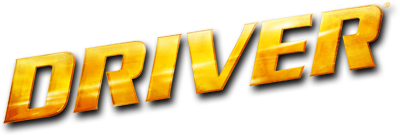
Logo Driver

Das erste Spiel der Driver-Reihe wurde im Oktober 1999 für die PlayStation unter dem Titel Driver – You are the wheelman veröffentlicht. Später folgten Versionen für Windows (Windows 9x), Mac OS (ab Mac OS 8.6), und Game Boy Color. Im Dezember 2009 setzte Gameloft das Spiel für iOS um. Die iOS-Version wurde später aber wieder entfernt, da diese sich nicht rentiert hatte.
Erstmals in der Videospielgeschichte wurden Autoverfolgungsjagden in einer dreidimensionalen frei befahrbaren Stadt als Spielwelt geboten. Das Fahrverhalten der 1970er-Jahre-Wagen ist dabei eher auf Realismus ausgelegt und es existiert ein Schadensmodell für die Fahrzeuge.
Das Spiel ist unterteilt in einen sogenannten „Undercover-Modus“, „Freie Fahrt“ und mehrere „Fahrspiele“. Der Undercover-Modus ist das Kernstück und erzählt eine Geschichte rund um den Undercover-Cop Tanner. In einem Motelzimmer nimmt der Spieler per Anrufbeantworter unterschiedliche Aufträge an. Mit dem zu Missionsbeginn zur Verfügung gestellten Auto muss die vorgegebene Aufgabe erfüllt werden, wobei es im Spiel prinzipiell nicht möglich ist, das Fahrzeug zu verlassen. Insgesamt beinhaltet die mittels vorgerenderten Zwischensequenzen erzählte Geschichte 35 Missionen in vier verschiedenen Großstädten, wobei sich die Grundstruktur der zweigeteilten Aufgaben immer ähnelt: Im ersten Teil muss der Spieler unter Zeitdruck ein bestimmtes Ziel in der Spielumgebung erreichen, im zweiten Teil gilt es, unbemerkt von der Polizei und mit funktionstüchtigem Auto die Mission abzuschließen.
Im Modus „Freie Fahrt“ kann sich der Spieler ohne Zielaufgaben frei durch eine der vier wählbaren Metropolen bewegen. Dabei ist es, wie im Undercover-Modus, nicht möglich, das Fahrzeug zu verlassen oder zu wechseln. Auch hier gibt es auf den Straßen neben dem normalen Zivilverkehr patrouillierende Streifenwagen der Polizei, die bei einem Verkehrsdelikt die Verfolgung des Spielers aufnehmen und diesen so lange rammen, bis das Spielerauto einen Totalschaden aufweist. „Freie Fahrt“ eignet sich zum Kennenlernen einer Stadt oder um sich mit der Polizei rasante Verfolgungsjagden zu liefern.
Im Modus „Fahrspiele“ stehen mehrere Varianten zur Auswahl, wie z. B. „Flucht“, „Verfolgung“ oder „Survival“. So wird man bei „Flucht“ in einer ausgewählten Stadt mit einem verfolgenden Polizeiwagen ausgesetzt und Ziel des Spiels ist es, innerhalb kürzester Zeit den Verfolger abzuschütteln.
Bei „Verfolgung“ muss der Spieler ein anderes Fahrzeug so lange verfolgen, bis entweder eine bestimmte Zeit abgelaufen, oder das zu verfolgende Fahrzeug zu Schrott gefahren ist.
Ein weiteres Novum in der Historie der Videospiele war der in Driver enthaltene Filmregisseur. Somit war es möglich, eine absolvierte Mission, freie Fahrt oder ein Fahrspiel aufzuzeichnen und mit einem internen Editor Kameraposition, -winkel, und -schwenks festzulegen und somit seine persönliche Verfolgungsjagd filmisch festzuhalten.
Das Setting des Spieles in den 1970er Jahren mit entsprechenden Fahrzeugen auf den Straßen und die hauptsächlich aus Funk und Soul bestehende Hintergrundmusik sind weitere Charakteristika und gleichzeitig Verweise auf die geistigen Vorbilder des Spieles.
Zu diesen zählen vor allem Filme wie Bullitt, Die Straßen von San Francisco, Nur noch 60 Sekunden oder French Connection die allesamt spektakuläre Autoverfolgungsjagden boten.
Die meisten Gemeinsamkeiten weist das Spiel mit dem Spielfilm Driver aus dem Jahr 1978 auf.

## Driver 2
Der zweite Teil erschien im November 2000 für die PlayStation unter dem Titel Driver 2: Back on the Streets und Driver 2: The Wheelman is Back. Die Version für den Game Boy Advance nennt sich Driver 2 Advance.
Die Grundstruktur des Spiels entspricht der des Vorgängers mit einem „Undercover-Modus“, „Freier Fahrt“ und „Fahrspielen“. Hauptfigur ist wieder der Cop Tanner und abermals bilden vier dreidimensional modellierte Städte die Spielkulisse.
Die Spielumgebung umfasst nun die vier Metropolen Chicago, Havanna, Las Vegas und Rio de Janeiro.
Das Verlassen und Wechseln der Fahrzeuge während des Spielens ist möglich, indem die Spielfigur jederzeit aus einem Auto aussteigen, zu Fuß durch die Stadt laufen und in jedes beliebige Zivilfahrzeug einsteigen kann. Während der Missionen spielt die neu hinzugekommene Möglichkeit, den Wagen verlassen zu können, keine große Rolle.
Der Undercover-Modus folgt einer durch vorgerenderte Zwischensequenzen erzählten Geschichte, die 37 Missionen beinhaltet, wobei es jedoch das Motelzimmer mit Anrufbeantworter nicht mehr gibt. Folglich kann auch nicht mehr aus mehreren Aufträgen ausgewählt werden, der Spielablauf ist somit linearer. Die Missionen haben ein Zeitlimit, jedoch ist die Zweiteilung entfernt worden.
Die KI der Polizei wurde im Vergleich zum ersten Teil verbessert, dafür die Häufigkeit der Streifenwagen reduziert.
Der Aufbau der vier Städte folgt denselben Grundsätzen wie im Vorgänger. Der Abstraktionsgrad wurde etwas verfeinert, sodass kein rein orthogonaler Straßenraster, sondern auch Schrägverbindungen und kurvige Straßenabschnitte vorhanden sind.

## Driv3r

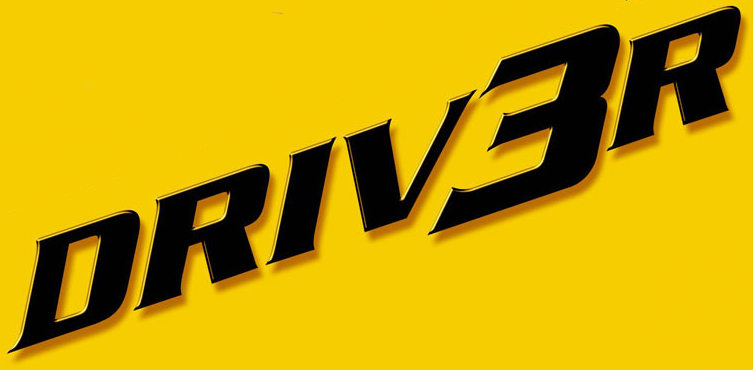
Logo von Driv3r (auch Driver 3 geschrieben)

Der dritte Teil der Serie erschien im Juni 2004 für PlayStation 2 und Xbox und im März 2005 auch für Windows. Des Weiteren erschien wieder eine Version für den Game Boy Advance. Laut Publisher Atari (ehemals Infogrames) soll die Entwicklung 30 Millionen Dollar gekostet haben. Das Grundkonzept der vorangegangenen Teile wurde auch in Driv3r beibehalten, sodass sich das Spiel wieder in den „Undercover-Modus“, „Freie Fahrt“ und „Fahrspiele“ gliedert. Ebenfalls gleich geblieben ist die Spielwelt in Form von Großstädten, sowie der Hauptcharakter Tanner.
Das Geschehen des Spiels spielt in den drei Städten Miami, Nizza und Istanbul. Sie beginnt in Miami, wo Tanner bei einem Polizeieinsatz auf eine Bande von Autodieben aufmerksam wird, die für seinen Widersacher Jericho arbeitet. Er wird in diese Bande eingeschleust und hilft ihr dabei, die benötigten Autos zusammenzubekommen und Hindernisse aus dem Weg zu räumen. Nachdem die geforderten Fahrzeuge gestohlen worden sind, werden sie nach Nizza gebracht. Tanner reist mit der Bande dorthin und wendet sich an die dortige Polizei. Diese planen jedoch, anders vorzugehen, als es Tanner vorhat, weswegen es zu Streitereien und schlecht geplanten Einsätzen kommt, bei denen ein französischer Polizist erschossen wird. Anschließend werden die Fahrzeuge nach Istanbul gebracht, wo sich die Bande mit ihrem Auftraggeber trifft. Tanner gelingt es, die Köpfe der Bande zu verhaften, wodurch er Informationen über den Aufenthaltsort von Jericho erhält. Schließlich kommt es zu einem Gefecht zwischen der Polizei und Mitglieder von Jerichos Organisation, bei der sowohl Tanner als auch Jericho schwer verwundet werden. Ob sie überleben bleibt ungeklärt.
Da das Spiel im Unterschied zu den Vorgängern für die darauffolgende Konsolengeneration entwickelt worden ist, sind die Unterschiede zu einem großen Teil in der Technik zu finden.
Zwar gibt es in Driv3r nicht mehr vier, sondern drei Großstädte, doch der Detailgrad der Ausarbeitung ist weitaus höher als bisher. So finden sich nun Seitenstraßen, verwinkelte Gassen und eine generell abwechslungsreichere Topografie im Spiel. Auch die Autos sind detaillierter gestaltet und besitzen ein differenzierteres Schadensmodell als bisher. Der „Undercover-Modus“ bietet zwar wieder eine durchgängige Geschichte, erzählt durch vorgerenderte Zwischensequenzen und mit 25 zu absolvierenden Missionen, die zu meist nicht mehr unter Zeitdruck zu absolvieren sind. Gänzlich neu in Driv3r ist der Einsatz von Waffen. Im Unterschied zu den ersten beiden Teilen, kann Tanner nun nicht nur das Auto verlassen, sondern auch Gebrauch von Pistolen, Gewehren und Granatwerfern machen. Bestand bisher sowohl im „Undercover-Modus“ als auch im Modus „Freie Fahrt“ das Gameplay lediglich aus Fahren, so beträgt der Zu-Fuß-Anteil in der Story von Driv3r laut Entwickler ein knappes Drittel. Der Fuhrpark im Spiel wurde erhöht und umfasst nun 70 unterschiedliche Fahrzeuge, erstmals auch Motorräder und Boote. Des Weiteren kann die Spielfigur nun auch schwimmen.

## Driver: Vegas
Driver: Vegas setzt die Handlung von Driv3r fort, und zeigt, dass sowohl Tanner als auch Jericho überlebt haben. Tanner macht sich in Las Vegas auf die Suche nach Jericho, um ihn zu töten.

## Driver: L.A. Undercover
Driver: L.A. Undercover spielt zwei Jahre nach Driver: Vegas, wo Tanner als Rennfahrer arbeitet. Er wird zurück in den Polizeidienst geholt, um gegen die Mafia in Los Angeles zu kämpfen.

## Driver: Parallel Lines

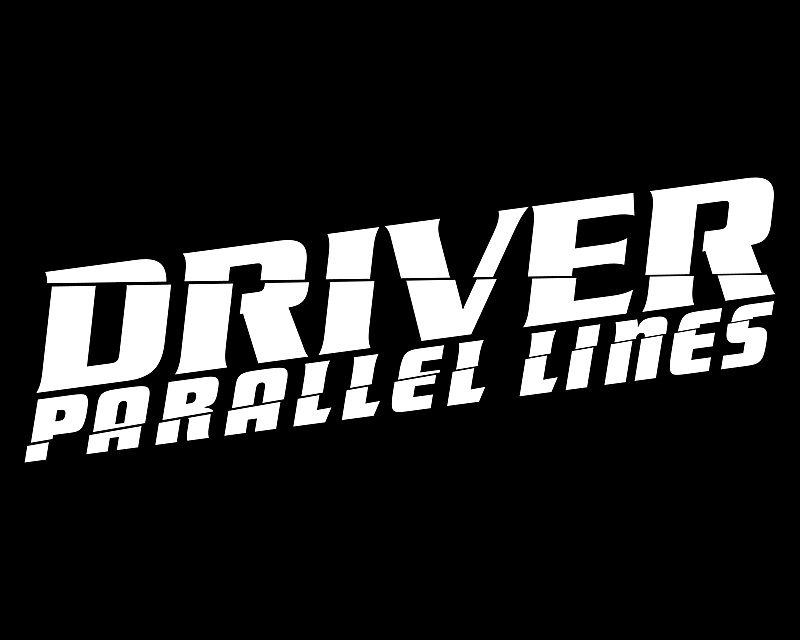
Logo von Driver: Parallel Lines

Im März 2006 erschien, zunächst für die PlayStation 2 und Xbox mit Driver: Parallel Lines der vierte Teil der Reihe. Die Windows- und Wii-Version erschien im Juni 2007. Der Titel Parallel Lines bezieht sich dabei nicht nur auf den in zwei unterschiedlichen Epochen spielenden Handlungsstrang, sondern auch auf die Doppellinie als typische Straßenmarkierung. Des Weiteren ist der Titel eine Anspielung auf das 1978 erschienene Album Parallel Lines von Blondie.
Driver: Parallel Lines weist zu den bis dahin erschienenen Teilen die größten Unterschiede bzw. Neuerungen auf. Die bisherige Hauptfigur der Spieleserie, den Undercover-Cop John Tanner, gibt es nicht mehr. Stattdessen schlüpft der Spieler nun in die Rolle eines 18-jährigen Kleinkriminellen, der von allen nur T.K. (The Kid) genannt wird. Weiterhin ist die Spielumgebung zwar nach wie vor in einer Großstadt angesiedelt, im Unterschied zu den Vorgängern erstreckt sich die Spielwelt jedoch nicht mehr über mehrere Städte, sondern besteht aus dem New York des Jahres 1978 und 2006.
Erstmals ist auch die Gliederung des Spieles anders aufgebaut. Anstelle die verschiedenen Spielmodi wie bisher im Hauptmenü anzuwählen, wurde mit Parallel Lines versucht, Open-World-Spielprinzipien einzuführen. So kann man nun entweder ein „Neues Spiel“ starten oder einen gespeicherten Spielstand laden. Danach beginnt man an der entsprechenden Stelle in der Spielwelt New York und findet die einzelnen Spielvarianten an verschiedenen Orten der Karte. Aufgrund der geänderten Handlung gibt es nun keinen „Undercover-Modus“ mehr, die Haupthandlung bestehend aus 32 Missionen wird aber wie bisher in Form von vorgerenderten Zwischensequenzen erzählt, die eine kontinuierliche Geschichte erzählen. Die bisherigen „Fahrspiele“ wurden in „Nebenmissionen“ gewandelt, die wie die Missionen der Haupthandlung über die Spielwelt verteilt sind und jederzeit angefahren und absolviert werden können. Die verschiedenen Aufgaben der Nebenmissionen wurden an die geänderte Rahmenhandlung angepasst und umfassen das Stehlen und Abliefern von Fahrzeugen, Rennen auf eigenen Rennstrecken sowie illegale Straßenrennen, Verfolgungsjagden, Abschleppdienste oder das Eintreiben von Schutzgeld.
Entsprechend dem Open-World-Prinzip wurde auch ein Tagesablauf in das Spiel integriert, sodass erstmals in der Spieleserie Tag und Nacht ineinander übergehen, Wettereffekte wurden jedoch weggelassen. Neu sind auch Werkstätten, in denen man Fahrzeuge reparieren, tunen oder den Fahndungslevel löschen kann. Dazu wurde ein Geldsystem eingeführt, wonach der Spieler nach Erledigung von Missionen Geld erhält, das er in die Werkstatt oder für den Kauf von Munition investieren kann.
Der Schwierigkeitsgrad der Vorgänger wurde etwas entschärft. Schwierige Missionen müssen nicht komplett wiederholt werden, da sie in mehrere Etappen aufgeteilt sind. Schlägt eine Mission fehl, so muss immer nur die aktuelle Etappe und nicht die gesamte Mission wiederholt werden. Das Fahndungssystem unterscheidet sich ebenfalls von den bisherigen Teilen der Serie. Erstmals gibt es einen auf Fahrzeuge und Personen orientierten Verbrechensindikator. Das bedeutet, dass mit einem Auto begangene Vergehen auf das jeweils gesteuerte Fahrzeug bezogen werden und man als Spieler wieder neutral von der Polizei angesehen wird, wenn man unbemerkt das Auto verlassen kann. Umgekehrt beziehen sich zu Fuß begangene Verbrechen auf die Spielfigur, man kann jedoch in Fahrzeugen zeitlich begrenzt untertauchen.
Mitunter zu den größten Neuerungen gehört die Entfernung des bisher serientypischen Filmregisseur-Modus. Es können Replays weder aufgezeichnet, gespeichert noch bearbeitet werden.
Driver: Parallel Lines verwendet eine modifizierte Version der Grafikengine von Driv3r. Im Vergleich zum Vorgänger wurden störende Pop-ups entfernt und die Verkehrsdichte erhöht.
Das Spiel enthält mehr als siebzig lizenzierte Songs, die während des Fahrens abgespielt werden. Passend zur jeweiligen Epoche konnten zahlreiche namhafte Künstler verpflichtet werden. Ein Teil der Songs stammt aus den 1970er Jahren, u. a. Stücke von Iggy Pop, War, David Bowie, und Blondie. Der Soundtrack aus dem Jahr 2006 beinhaltet Lieder von Public Enemy, The Secret Machines, Kaiser Chiefs, und den Yeah Yeah Yeahs.

## Driver 76
Im Mai 2007 erschien Driver 76 für die PlayStation Portable. Der PSP-Ableger des vierten Teils konzentriert sich jedoch im Gegensatz zu seinem großen „Konsolenbruder“ nur auf die erste Spielepoche. Das Spiel erzählt die Vorgeschichte der beiden aus Parallel Lines bekannten Charaktere Ray und Slink und spielt im Jahr 1976. Auf der Suche nach Rays Traumfrau kommen die beiden in mächtige Schwierigkeiten, denn Rays Auserwählte ist ausgerechnet die Tochter des größten Triadenbosses der Stadt.

### Diverses
- Der PSP-Ableger ist nicht nur eine einfache Portierung der Konsolenfassung. Stattdessen erhält der Spieler 27 komplett neu designte Missionen.
- Als Schauplatz dient die Stadt New York, die ihrem Konsolen-Vorbild ähnelt.
- Es gibt unterschiedliche Fahrzeuge, die alle in einer Garage gesammelt und dort modifiziert werden können. Neu ist die Möglichkeit über eine Online-Verbindung neue Speziallackierungen herunterladen zu können.
- Driver 76 enthält einen Online-Mehrspieler-Modus. Diverse Mini-Spiele können nun auch gegen menschliche Mitspieler ausgetragen werden.

## C.O.P. The Recruit
Ende 2009 erschien ein Ableger für den Nintendo DS, gestalterisch orientiert sich der Titel an Driver: Parallel Lines, bietet jedoch eine komplett eigenständige Handlung. Die 3D-Grafik ist für den Handheld überaus bemerkenswert.

## Driver: San Francisco

Logo

Der fünfte Teil der Serie ist am 1. September 2011 für PlayStation 3, Xbox 360, Wii, Windows und macOS erschienen. Es handelt sich um das erste Driver-Spiel, das von Grund auf unter dem Publisher Ubisoft von Reflections entwickelt worden ist, und den ersten Ableger der Serie in der Konsolengeneration von PlayStation 3 und Xbox 360.
Driver: San Francisco spielt in San Francisco und folgt der Geschichte des Undercover-Cops John Tanner und setzt unmittelbar nach den Ereignissen aus Driv3r an. So erfährt man, dass der Erzbösewicht Charles Jericho aus Driver 2 und Driv3r sowie Tanner überlebt haben. Jericho wird daraufhin verhaftet und soll zu Beginn des neuen Teiles verurteilt werden. Jedoch flieht er mit dem Gefängnistransporter mithilfe eines Aufsehers und einer Komplizin, die die Eskorte ausschaltet. Aufgrund eines Unfalls bei der Verfolgung Jerichos fällt Tanner ins Koma und erlebt daraufhin einen Großteil des Geschehens nur in seinen Gedanken, wodurch SHIFT erklärt wird.
Das Grundkonzept nähert sich an das Original von 1999 an, indem der Fokus auf das Fahr-Element gelegt wurde und es sich erstmals seit dem ersten Teil wieder um ein reines Rennspiel handelt. Gleich geblieben ist die Spielwelt in Form einer Großstadt, sowie der Hauptcharakter der ersten drei Teile John Tanner. Der Spieler kann daher nicht mehr das Fahrzeug verlassen und die Stadt zu Fuß erkunden, weshalb auch der Einsatz von Waffen nicht mehr vorhanden ist. Genauso können auch Fußgänger nicht mehr überfahren werden, sondern bringen sich mit Sprüngen und dergleichen in Sicherheit.
Neu eingeführt wurde ein auf den Titel SHIFT getauftes Gameplay-Element, das es dem Spieler ermöglicht, zwischen unterschiedlichen Fahrzeugen der Spielumgebung zu wechseln und deren Steuerung zu übernehmen. Je nach Fortschritt im Spiel, wird der Auswahlrahmen dafür immer größer. Ein Novum in der Spieleserie ist auch die Implementierung von lizenzierten Fahrzeugen. Mehr als 120 verschiedene Autos von realen Herstellern wurden in Driver: San Francisco integriert.
Des Weiteren wurde erstmals seit Driver 2 wieder ein Multiplayer-Modus eingeführt. Sowohl offline in Form von Split-Screen als auch online ist es möglich in verschiedenen Modi gegeneinander anzutreten, wobei auch hier das SHIFT-Feature eine bedeutende Rolle spielt.

## Driver: Speedboat Paradise
Das Free-to-play-Smartphonespiel wurde im Dezember 2014 für iOS und Android veröffentlicht, steht aber in der deutschen Version des Apple-Appstore aktuell nicht zur Verfügung (Stand 1. Dezember 2019). Driver: Speedboat Paradise ist ein Rennspiel, in dem man in verschiedenen Rennen versucht, der beste Rennbootfahrer zu werden. Anfangs steht dem Spieler nur ein Boot zur Auswahl, dafür stehen aber viele Möglichkeiten zur Anpassung der Boote zur Verfügung. Gewinnt man Rennen, erhält man Geld, mit dem man sich neue Boote kaufen kann; insgesamt sind über 20 verschiedene Schnellboote im Spiel enthalten.

## Driver: Renegade
Driver: Renegade (auch Driver: Renegade 3D) ist der erste Titel der Reihe für die Konsole Nintendo 3DS. Der Entwickler ist Ubisoft und die Veröffentlichung erfolgte am 1. September 2011. Die Handlung findet in New York City statt, die Hauptfigur ist John Tanner.

## Wissenswertes
- Bis 2007 wurden ca. 14 Millionen Stück aller Spiele verkauft[5]. Der erste Teil verkaufte sich fünf Millionen Mal, der zweite sieben Millionen Mal. Das dritte Spiel Driv3r erreichte zwei Millionen verkaufte Einheiten.
- Martin Edmondson ist Chefentwickler bei Reflections Interactive und war damit maßgeblich an der Entwicklung der Reihe beteiligt.[6]
- Die Hauptfigur Tanner der ersten drei Teile, sowie die Inszenierung der Verfolgungsszenen sind von den Filmen Driver, Bullitt und French Connection beeinflusst. Weitere Inspirationsquellen seien Die Blechpiraten (Gone in 60 Seconds, 1974) und Starsky & Hutch.[6]
- Die Zug-Verfolgungsjagd, die im ersten Teil vorkommt, ist eine Anspielung auf den Film French Connection – Brennpunkt Brooklyn.[6] Eine Zugverfolgungsjagd ist seitdem in fast jedem Teil der Reihe vorhanden.
- Driv3r erschien erst im Jahr 2004, obwohl die "Rückkehr von Tanner und Jones" im Abspann von Driver 2 schon für 2002 angekündigt war.
- Eine hämische Anspielung auf die Driver-Reihe findet sich in dem Spiel Grand Theft Auto III, wo es eine Mission mit dem Namen V-Mann Tanner gibt. In dieser muss man einen Undercover-Cop, der Tanner heißt, ermorden, der „ohne sein Auto nichts“ ist. Hier macht man sich lustig darüber, dass Tanner im ersten Teil nicht aus dem Auto aussteigen kann.
- In Driv3r wurde im Gegenzug auch eine Anspielung auf Grand Theft Auto: Vice City gemacht. An einigen Stellen im Spiel findet man einen Mann, der Schwimmflügel trägt und dessen Name stark an den Protagonisten aus GTA Vice City erinnert. Hier hat sich Atari darüber lustig gemacht, dass man in GTA bis dato nicht schwimmen konnte, ironischerweise konnte man im Nachfolger Driver: Parallel Lines auch nicht schwimmen.
- In Grand Theft Auto: San Andreas wiederum nimmt der Entwickler Rockstar Driv3r aufs Korn. In einer Sequenz sieht man einen Wachmann ein Videospiel spielen. Dazu sagt er lachend: „This sucks. I mean, how could Refractions mess up so bad? Tanner, you suck ass!“ (dt. „Unglaublich. Wie konnte Refractions das so vermasseln? Tanner, du bist so Scheiße!“).